# 김선우 (1993년 4월 22일)
김선우(한국 한자: 金善于, 1993년 4월 22일 ~ )는 대한민국의 축구 선수이다. 포지션은 골키퍼였다.